# 信州中野駅
信州中野駅（しんしゅうなかのえき）は、長野県中野市西一丁目にある長野電鉄長野線の駅である。駅番号はN19。キャッチコピーは「土人形の里」。

## 歴史
- 1923年（大正12年）3月26日：開業[1]。
- 1974年（昭和49年）3月12日：跨線橋の設置に伴い、構内踏切を廃止。
- 1979年（昭和54年）4月1日：貨物営業廃止。
- 1989年（平成元年）10月：橋上駅舎化[1]。
- 2002年（平成14年）
  - 4月1日：河東線のうち木島線が廃止され、河東線の終点が当駅となる[2]。
  - 9月18日：須坂から当駅までの河東線、当駅から湯田中までの山ノ内線が長野線に改称。
- 2012年（平成24年）4月1日：朝の下り1本を除き、普通列車は全て当駅で乗換となる。
- 2021年(令和3年) 3月13日：3000系投入により一部普通列車の直通運転が再開される。

## 駅構造

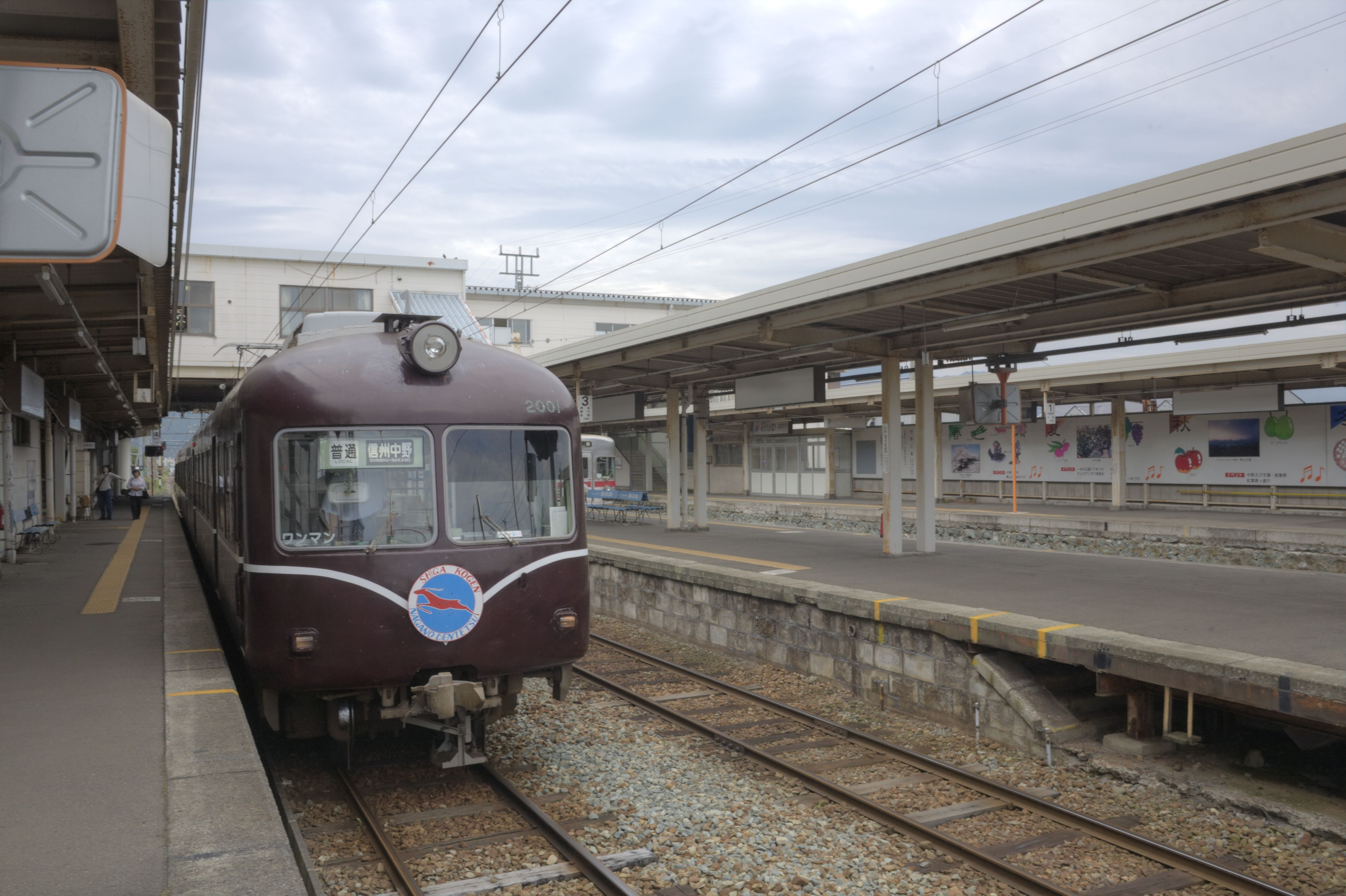
ホーム（2009年8月、4番線より）

相対式2面2線、島式1面2線の計3面4線のホームを有する地上駅。有人駅で、橋上駅舎を有する。
特急列車を含む全列車が停車する。
かつては山の内線と河東線の分岐駅だったが、2002年に河東線の信州中野駅 - 木島駅間が廃止され、編入を経て長野線の駅となっている（長野電鉄#路線名の変遷も参照）。木島駅発着列車が使っていた1番ホームは廃止以降立ち入り禁止となっている。
トイレは駅舎の外に設置されており、多機能トイレを併設した男女別の水洗式である。

### のりば
| 番線 | 路線           | 方向           | 行先                                      |
| ---- | -------------- | -------------- | ----------------------------------------- |
| 4    | ■長野線        | -              | （下り）湯田中方面 （上り）須坂・長野方面 |
| 3    | ■長野線        | -              | （下り）湯田中方面 （上り）須坂・長野方面 |
| 2    | ■長野線        | -              | （下り）湯田中方面 （上り）須坂・長野方面 |
| 1    | （現在不使用） | （現在不使用） | （現在不使用）                            |

- 4番線は主に当駅より先へ行く列車、2・3番線は主に当駅止まりの列車が使用している。
- 駅舎に最も近いホームが4番線である。

## 利用状況
近年の一日平均乗車人員の推移は下記のとおり。
| 年度   | 一日平均 乗車人員 |
| ------ | ----------------- |
| 2000年 | 2,131             |
| 2001年 | 2,093             |
| 2002年 | 1,757             |
| 2003年 | 1,664             |
| 2004年 | 1,587             |
| 2005年 | 1,596             |
| 2006年 | 1,579             |
| 2007年 | 1,568             |
| 2008年 | 1,570             |
| 2009年 | 1,540             |
| 2010年 | 1,523             |
| 2011年 | 1,497             |
| 2012年 | 1,499             |
| 2013年 | 1,437             |
| 2014年 | 1,487             |
| 2015年 | 1,492             |
| 2016年 | 1,529             |
| 2017年 | 1,532             |
| 2018年 | 1,501             |

## 駅周辺
- 中野市役所[1]
- 中野市立図書館
- 中野陣屋・県庁記念館[1]
- 法運寺
- 北信総合病院[1]
- 長野県中野立志館高等学校[1]
- 信州中野郵便局
- 西友中野駅前店

## バス路線
駅前広場に、長電バス・中野市ふれあいバスの中野駅停留所がある。停留所名や行先表示において、「信州」を略して単に「中野駅」とされている。ただし、高速バスのみ停留所名が「信州中野駅」となっている。
また、下記以外にも中野市のお出かけタクシーが利用できる（事前に予約が必要）。

### 長電バス
のりば1
- 上林線 - 湯田中駅・渋温泉・上林温泉 行
- 立ヶ花線 - 立ヶ花駅 行　（土曜休日及び12月29日 - 1月3日は運休）
- 永田・親川線 - 永田・親川 行

のりば2
- 高速バス 湯田中・長野〜京都・大阪・神戸線 - 京都・大阪（梅田）・なんば・三宮バスターミナル・USJ 行　（南海バスと共同運行）
- 菅線 - 菅　行・湯田中駅　行　（土曜休日及び12月29日 - 1月3日は運休。湯田中駅行は1日3便のみである）
- 合庁線 - 合同庁舎前・飯山駅 行　（土曜休日及び12月29日 - 1月3日は運休）
- 中野木島線 - 立志館高校 / 飯山駅 行　（飯山駅行は概ね1時間に1本運行）

### ふれあいバス
- 倭・科野地区 - 市役所 / 岩井東 行　（土曜休日及び12月29日 - 1月3日は運休）
- 間山線 - 間山・温泉公園（ぽんぽこの湯）行　（土曜休日及び12月29日 - 1月3日は運休）

## 駅名について
当駅は東京都を始め複数存在する中野駅と区別するために旧国名を冠しているが、長野県内の旧国名を冠した駅名で「信濃」でなく「信州」を使用しているのは現在、当駅のみである。戦前は飯山鉄道（現在の飯山線）にも「信州」を冠した駅があったが（現在の信濃浅野駅、信濃平駅、信濃白鳥駅）、国有化に際して当時の国鉄が「○州」を忌避していたことから全て「信濃」に改称された。長野電鉄の「信濃」を冠する（冠した）駅も改名して「信濃」をつけた駅ばかりで、当駅だけが開業時から現在に至るまで「信州」を名乗っている理由ははっきりしていない。
なお中野市内では当駅同様に「信州中野」を名乗る例が多く、信州中野商工会議所や信州中野観光センター、1995年に開業した上信越自動車道信州中野インターチェンジ、1997年に信濃中野郵便局より改称された信州中野郵便局などがある。対して、「信濃中野」と名乗っているのは信濃中野税務署がある。

## 隣の駅
長野電鉄
■長野線
■S特急(臨時)・■A特急・■B特急
小布施駅 (N15) - 信州中野駅 (N19) - 湯田中駅 (N24)
■普通
延徳駅 (N18) - 信州中野駅 (N19) - 中野松川駅 (N20)

### かつての接続路線
■河東線（木島線）
　■普通
信州中野駅 - 中野北駅
※廃止時点では中野北方面全列車信州中野始発。